# Landtagswahl in Rheinland-Pfalz 1947
- KPD: 8
- SPD: 34
- LP/SV: 11
- CDU: 48

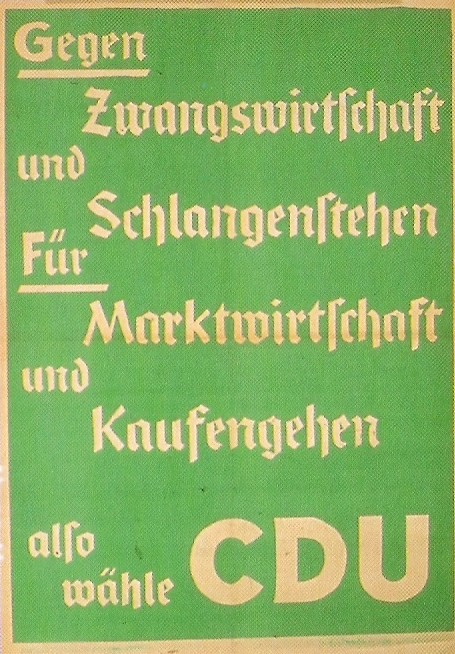
Wahlplakat der CDU

Am 18. Mai 1947 fand die Wahl zum ersten Landtag von Rheinland-Pfalz statt. Es kam zu einer Allparteienregierung unter Ministerpräsident Peter Altmeier (CDU). Am 21. September 1947 folgte im Landkreis Saarburg eine Nachwahl.

## Wahlergebnis
Landtagswahl am 18. Mai und 21. September 1947
Wahlberechtigte: 1.666.547
Wähler: 1.298.567 (Wahlbeteiligung: 77,92 %)
Gültige Stimmen: 1.161.052 
 Ungültige Stimmen: 137.515 (10,59 %)
| Partei | Stimmen   | Anteil in % | Sitze Mai | Sitze Sept. |
| CDU    | 547.875   | 47,19       | 47        | 48          |
| SPD    | 398.594   | 34,33       | 34        | 34          |
| LP     | 66.347    | 5,71        | 7         | 11          |
| SV     | 45.336    | 3,90        | 4         | 11          |
| DPRP   | 2.161     | 0,19        |           | 11          |
| KPD    | 100.739   | 8,68        | 8         | 8           |
| Total  | 1.161.052 |             | 100       | 101         |

Im Landkreis Saarburg wurde erst am 21. September 1947 gewählt, nachdem dieser Kreis, der 1946 dem Saarland zugeschlagen worden war, im Juni 1947 überwiegend Rheinland-Pfalz angegliedert wurde. In der Nachwahl wurde ein Mandat vergeben, das an die CDU ging. Die Sitzzahl des Landtags stieg dadurch von 100 auf 101. Die Nachwahl ist im oben angegebenen Ergebnis enthalten.   
Der in der Pfalz aktive Soziale Volksbund (SV) und die in den übrigen Landesteilen aktive Liberale Partei (LP) fusionierten 1947 zur Demokratischen Partei Rheinland-Pfalz (DPRP), diese nahm unter diesem Namen auch an der Nachwahl im Kreis Saarburg teil. Mit der Gründung des FDP-Bundesverbandes im Dezember 1948 wurde die DPRP Landesverband der FDP und nahm deren Namen an.

## Sonstiges
Am 18. Mai 1947 wurde die Verfassung für Rheinland-Pfalz durch eine Volksabstimmung angenommen. Diese fand gemeinsam mit der Landtagswahl statt. 